# Ignacio Aguado
Ignacio Aguado, né le 23 février 1983 à Madrid, est un avocat et homme politique espagnol, membre de Ciudadanos.
Il élu député à l'Assemblée de Madrid lors des élections de mai 2015 et est porte-parole de son groupe parlementaire.

## Biographie

### Profession
Il est titulaire d'une licence en droit, obtenue à l'université pontificale de Comillas en 2006 ainsi que d'une licence en administration et direction d'entreprises en 2007. En 2009, il est diplômé en sciences politiques et administratives. En janvier 2013, il est nommé responsable du Département des renseignements commerciaux.

### Carrière politique
Il est tête de liste pour Ciudadanos lors des élections régionales du 24 mai 2015 dans la Communauté de Madrid. Son parti remporte dix-sept élus et il devient député à l'Assemblée de Madrid pour la Xe législature. Il est porte-parole du groupe Ciudadanos.
Depuis février 2017, il est chargé du domaine des Sports au sein de la commission nationale de Ciudadanos.
Il conserve son mandat lors des élections du 26 mai 2019. À la suite d'un accord entre le Parti populaire et Ciudadanos, il est nommé vice-président du gouvernement dirigé par Isabel Díaz Ayuso à partir du 20 août suivant, ainsi que porte-parole et conseiller aux Sports et à la Transparence. Le 10 mars 2021, la coalition entre les deux formations prend fin quand la présidente décide de convoquer des élections anticipées le 4 mai. Aguado quitte ainsi ses fonctions et ne se représente pas lors du scrutin. 